# Saint-Just-et-Vacquières
Saint-Just-et-Vacquières là một xã trong vùng Occitanie. Xã Saint-Just-et-Vacquières nằm ở khu vực có độ cao trung bình 189 mét trên mực nước biển.